# Ибрахим Шехић
Ибрахим Шехић (Рогатица, 2. септембар 1988) босанскохерцеговачки је професионални фудбалер. Висок је 190 центиметра и игра на позицији голмана. Тренутно наступа за азербејџански фудбалски клуб Карабаг из Аграма у Премијер лиги Азербејџана и за сениорску репрезентацију Босне и Херцеговине.
У досадашњој каријери наступао је за клубове: ФК Жељезничар Сарајево, ФК Мерсин Идманјурду и ФК Карабаг.

## Каријера

### Клупска

#### Почетак
Ибрахим Шехић је своју професионалну фудбалску каријеру започео у омладинском тиму ФК Жељезничара из Сарајева. Године 2008. потписује уговор за први тим Жељезничара. Након прве сезоне у Жељезничару, Шехић постаје један од најбољих голмана Премијер лиге Босне и Херцеговине. Такође је био најмлађи капитен Жељезничара у историји овог клуба.

#### ФК Мерсин Идманјурду
У јуну 2011. године, Шехић за око пола милиона евра прелази у турски суперлигашки фудбалски клуб Мерсин из истоименог града. Потписао је уговор на укупно пет година, односно до лета 2016. године. Свој деби за Мерсин бележи у утакмици против Фенербахчеа у октобру 2011. године када улази у игру на почетку другог полувремена, а меч завршава поразом Мерсина резултатом 2–1. У Мерсину остаје две сезоне, до лета 2013. године, када се одлучује за прелазак у азербејџанском премијерлигашком фудбалском клубу Карабаг из Агдама.

#### ФК Карабаг
У октобру 2013. године, Шехић напушта Мерсин и као слободан играч прелази у азербејџански премијерлигашки фудбалски клуб Карабаг из Агдама. Свој први наступ у дресу Карабага остварује у мечу против екипе Раван из Бакуа у новембру 2013. године, који завршава ремијем резултатом 0–0. Свом тиму је помогао да оствари свој историјски успех пласиравши се у Лиги шампиона у сезони 2017/18.

### Репрезентативна
Пре сениорске репрезентације Босне и Херцеговине играо је за репрезентацију Босне и Херцеговине до 21 године у којој је био капитен и остварио укупно једанаест наступа. Први позив за сениорску репрезентацију добио је у мају 2010. године, а дебитовао је 17. новембра 2010. године на пријатељској утакмици против репрезентације Словачке у Братислави. Утакмица је резултирала победу Босне и Херцеговине резултатом 3–2.
Током своје репрезентативне каријере био је резервни голман сениорске репрезентације Босне и Херцеговине, док је први голман још увек Асмир Беговић.
Почетком јуна 2016. године, Шехић је са репрезентацијом Босне и Херцеговине учествовао на Кирин купу у Јапану. Бранио је на две утакмице полуфинала и финала против селекција Данске и Јапана..

## Статистика

### Клупска
Ажурирано 6. децембра 2017. године
| Клуб                | Сезона     | Лига                              | Лига    | Лига   | Куп     | Куп    | Континентална | Континентална | Укупно  | Укупно |
| Клуб                | Сезона     | Дивизија                          | Наступи | Голови | Наступи | Голови | Наступи       | Голови        | Наступи | Голови |
| ------------------- | ---------- | --------------------------------- | ------- | ------ | ------- | ------ | ------------- | ------------- | ------- | ------ |
| Жељезничар Сарајево | 2006/07.   | Премијер лига Босне и Херцеговине | 1       | 0      | 0       | 0      | –             | –             | 1       | 0      |
| Жељезничар Сарајево | 2007/08.   | Премијер лига Босне и Херцеговине | 20      | 0      | 4       | 0      | –             | –             | 24      | 0      |
| Жељезничар Сарајево | 2008/09.   | Премијер лига Босне и Херцеговине | 29      | 0      | 1       | 0      | –             | –             | 30      | 0      |
| Жељезничар Сарајево | 2009/10.   | Премијер лига Босне и Херцеговине | 29      | 0      | 6       | 0      | –             | –             | 35      | 0      |
| Жељезничар Сарајево | 2010/11.   | Премијер лига Босне и Херцеговине | 29      | 0      | 8       | 0      | 2             | 0             | 39      | 0      |
| Жељезничар Сарајево | Укупно     | Укупно                            | 108     | 0      | 19      | 0      | 2             | 0             | 129     | 0      |
| Мерсин Идманјурду   | 2011/12.   | Суперлига Турске                  | 22      | 0      | 0       | 0      | –             | –             | 22      | 0      |
| Мерсин Идманјурду   | 2012/13.   | Суперлига Турске                  | 14      | 0      | 2       | 0      | –             | –             | 16      | 0      |
| Мерсин Идманјурду   | Укупно     | Укупно                            | 36      | 0      | 2       | 0      | –             | –             | 38      | 0      |
| Карабаг             | 2013/14.   | Премијер лига Азербејџана         | 22      | 0      | 3       | 0      | –             | –             | 25      | 0      |
| Карабаг             | 2014/15.   | Премијер лига Азербејџана         | 29      | 0      | 3       | 0      | 12            | 0             | 44      | 0      |
| Карабаг             | 2015/16.   | Премијер лига Азербејџана         | 32      | 0      | 3       | 0      | 12            | 0             | 47      | 0      |
| Карабаг             | 2016–17.   | Премијер лига Азербејџана         | 19      | 0      | 2       | 0      | 12            | 0             | 33      | 0      |
| Карабаг             | 2017/18.   | Премијер лига Азербејџана         | 5       | 0      | 0       | 0      | 11            | 0             | 16      | 0      |
| Карабаг             | Укупно     | Укупно                            | 107     | 0      | 11      | 0      | 47            | 0             | 165     | 0      |
| Све укупно          | Све укупно | Све укупно                        | 251     | 0      | 32      | 0      | 49            | 0             | 332     | 0      |

### Репрезентативна
Ажурирано 6. децембра 2017. године
| Репрезентација      | Година | Наступи | Голови |
| ------------------- | ------ | ------- | ------ |
| Босна и Херцеговина |        |         |        |
| 2010.               | 2      | 0       |        |
| 2011.               | 1      | 0       |        |
| 2012.               | 0      | 0       |        |
| 2013.               | 0      | 0       |        |
| 2014.               | 0      | 0       |        |
| 2015.               | 0      | 0       |        |
| 2016.               | 3      | 0       |        |
| 2017.               | 0      | 0       |        |
| Укупно              | Укупно | 6       | 0      |

## Трофеји
Жељезничар Сарајево
- Премијер лига Босне и Херцеговине
  -  Шампиони (1): 2009/10.
- Куп Босне и Херцеговине
  -  Шампиони (1): 2010/11.

Карабаг
- Премијер лига Азербејџана
  -  Шампиони (4): 2013/14, 2014/15, 2015/16, 2016/17.
- Куп Азербејџана
  -  Шампиони (3): 2014/15, 2015/16, 2016/17.